# Ferd Johnson
Ferdinand „Ferd“ Johnson (* 18. Dezember 1905 in Spring Creek, Pennsylvania; † 14. Oktober 1996 in Irvine, Kalifornien) war ein US-amerikanischer Comicautor und -zeichner. Bekannt wurde er als Zeichner des Comicstrips Moon Mullins, der von 1923 bis 1991 erschien.

## Leben und Werk
Johnson, der bereits im Alter von zwölf Jahren einen Cartoonwettbewerb gewonnen hatte, studierte nach dem Ende seiner Schulzeit kurzzeitig an der Chicago Academy of Fine Arts, beendete das Studium jedoch vorzeitig, um Assistent von Frank Willard zu werden, der kurz vorher mit dem daily strip Moon Mullins begonnen hatte. Johnson lernte Willard kennen, als dieser an der Chicago Academy of Fine Arts unterrichtete. 1925 erhielt Johnson mit Texas Slim seine eigenen Comic für die Sonntagsseite, den er bis 1928 hielt und im Jahr 1940 wiederbelebte. Nach dem Tod von Willard übernahm Johnson Moon Mullins offiziell und beendete Texas Slim. Johnson zeichnete, in den letzten Jahren unterstützt von seinem Sohn Tom, Moon Mullins bis zu dessen Einstellung im Jahr 1991.